# Razzia sur la chnouf
Pour plus de détails, voir Fiche technique et Distribution.
Razzia sur la chnouf est un film français réalisé par Henri Decoin, sorti en 1955.

## Synopsis
Après un séjour aux États-Unis, Henri Ferré, alias Le Nantais (Jean Gabin), revient à Paris restructurer un réseau de drogue. Son correspondant, Paul Liski, lui trouve en couverture le bar Le Troquet, fréquenté par le « milieu » et dont l'ancien personnel est remplacé par des gens de confiance. Lisette (Magali Noël), la caissière, tombe rapidement amoureuse de son nouveau patron. Celui-ci inspecte les filières dans tous leurs détails et n'hésite pas à bousculer les récalcitrants.
La première mission qui lui est confiée est celle d'Émile Lourmel, un coursier qui veut partir, ne comprenant pas qu'il n'y a qu'une seule façon de quitter l'organisation : Catalan et Bibi, les hommes de main commis au nantais, le tuent. Il visite ensuite un laboratoire et emporte la plus grande partie de son stock au port du Havre, pour l'expédier outre-mer. Le chimiste du laboratoire s'aperçoit qu'il a donné plus de drogue que prévu au passeur. Il est donc malmené par Catalan et Bibi, tandis que le passeur, qui vendait la drogue en cachette, est tué par eux après avoir été retrouvé par Henri. L'organisation apprend bientôt que la police a retrouvé la cargaison envoyée via Le Havre.
La pression policière s'intensifie, avec une descente au Troquet au cours de laquelle tout le personnel et les clients sont interrogés. Ils exemptent Lisette, qui s'est installée dans l'appartement d'Henri à l'étage. Après avoir été relâché, Henri lui donne un numéro de téléphone à appeler si elle estime que sa vie est en danger. Henri poursuit ses investigations sur les maillons faibles de la distribution, visitant entre autres lieux sordides une fumerie d'opium et un club de fumeurs noirs de marijuana. 
Lorsque Catalan et Bibi sont chargés d'éliminer un dealer peu fiable, ils tombent dans une embuscade tendue par la police et s'en sortent, bien que blessés, après en avoir tué deux. Ils se rendent immédiatement au Troquet et demandent à Henri de les conduire à Liski, qui doit leur fournir un endroit où se cacher. Lisette l'entend et passe le coup de fil. Lorsque les trois hommes se rendent chez Liski, celui-ci leur donne de l'argent, un plan et les clés de sa cachette. Peu après leur arrivée, la police fait une descente dans la maison. Henri révèle qu'il est un détective infiltré et exige que Catalan et Bibi se rendent ; ils tirent, tuent un policier et blessent Henri au bras, puis sont tués. La police, qui avait été alertée par Lisette, emmène Henri au quartier général, où se trouve tout le réseau de drogue, depuis Liski, après l'avoir arrêté.

## Fiche technique
- Titre : Razzia sur la chnouf
- Réalisation : Henri Decoin
- Assistants-réalisateur : Fabien Collin et Michel Deville
- Scénario : Henri Decoin, Auguste Le Breton, Maurice Griffe d'après le roman d'Auguste Le Breton (éditions Gallimard)
- Dialogues : Auguste Le Breton
- Photographie : Pierre Montazel
- Montage : Denise Reiss, assistée d'Étiennette Muse
- Musique : Marc Lanjean
  - Arrangement et direction musicale : Michel Legrand (Éditions musicales transatlantiques)
- Décors : Raymond Gabutti, assisté de Robert Guisgand et François de Lamothe
- Son : Jacques Carrère, assisté de Maurice Rémy et Henri Girbal
- Producteurs : Louis Dubois, Alain Poiré, Paul Wagner
- Société de production : Jad Films et Société Nouvelle des Éditions Gaumont
- Société de distribution : Gaumont
- Pays de production :  France
- Langue originale : français
- Format : Noir et blanc — 35 mm — 1,37:1 — son monophonique (Western Electric Sound System)
- Genre : policier, drame et thriller
- Durée: 105 minutes
- Dates de sortie :
  - France : 17 avril 1955
  - États-Unis : 18 novembre 1957 (New York)
- Classification CNC : initialement « film interdit aux moins de 16 ans [1]» et « interdit aux moins de 13 ans[2] », puis mention « tous publics [3]»
- Affiches : Roger Cartier, Charles Rau, Clément Hurel (France)

## Distribution
- Jean Gabin : Henri Ferré dit Le Nantais
- Magali Noël : Lisette
- Paul Frankeur : le commissaire Fernand
- Marcel Dalio : Paul Liski
- Lino Ventura : Roger le Catalan
- Albert Rémy : Aimé
- Lila Kedrova : Léa
- Pierre-Louis : l'inspecteur Leroux
- Jacqueline Porel : Solange Birot
- François Patrice : Jo
- Michel Jourdan : Marcel
- Roland Armontel : Louis Birot
- Françoise Spira : Yvonne
- Jacques Morlaine : un inspecteur
- Jacques Josselin : Fredo
- Jean Sylvère : Émile Lourmel
- Simone Sylvestre : la compagne de l'homme au revolver
- François Joux : un inspecteur
- Robert Le Fort : Julien
- René Alié : le transporteur
- Paul Azaïs : le patron du bistrot
- Laurence Badie : la fleuriste revendeuse
- Marcel Bozzuffi : le client au revolver
- Georges Demas : l'inspecteur Dupont
- Auguste Le Breton : Auguste, organisateur de jeux
- André Weber : Ly Chian, l'antiquaire à la fumerie d'opium
- Georges Peignot : l’intermédiaire de Ly Chian
- Ky Duyen : un revendeur arrêté
- Léopoldo Francès : le marin du Havre
- Suzy Willy : la patronne du restaurant
- Lucien Desagneaux : un inspecteur
- Édouard Francomme : un client du bistrot
- Gabriel Gobin : un client du Troquet
- René Berthier : le docteur
- Roger Carel : le flic au téléphone dans la voiture
- Jimmy Perrys : un bistrot
- Jean Bérard : Dédé de Montreuil
- Hélène Roussel : la bonne de Liski
- Candy Well : le barman du Vercingétorix
- Jean-Claude Michel : un agent de nettoyage des wagons (non crédité)
- Roger Lecuyer : l'homme qui prend le sachet de drogue dans le distributeur du métro
- Michel Peyrelon : le copain homo de Jo
- Sylvie Peignot
- Georges Hénocque
- Gisèle Grandpré

## Sortie et accueil

### Box-office

#### Exploitation en France
Razzia sur la chnouf sort dans les salles françaises le 7 avril 1955 avec une interdiction aux moins de 16 ans. Le film prend la sixième place du box-office parisien avec 43 652 entrées dans deux salles. Le film fait sa première apparition dans le top 30 du box-office français après quatre semaines d'exploitation avec 111 572 entrées dans dix-huit salles, résultat qui lui permet de prendre la cinquième place, et un cumul de 227 276 entrées. Le bon accueil se confirme la semaine suivante, puisqu'il parvient à atteindra la deuxième place du box-office français avec 157 561 entrées supplémentaires dans vingt-quatre salles, portant le total à 384 837 entrées depuis sa sortie. 
Alors qu'il s'approche des 500 000 entrées à la mi-mai 1955, le long-métrage continue sa carrière en dehors du top 30 jusqu'à la semaine du 24 août 1955, où il refait son apparition avec 670 438 entrées, dont 25 593 entrées à cette période. Le film voit une hausse de la fréquentation durant le mois de septembre et s'approche du million d'entrées début octobre. 
Franchissant le million d'entrées la semaine du 12 octobre 1955, Razzia sur la chnouf réalise sa meilleure fréquentation en salles avec 166 624 entrées. Il quitte de nouveau le top 30 fin novembre avec près de 1 600 000 entrées. Sur une année d'exploitation, le film totalise 2 012 046 entrées, dont 1 768 030 entrées rien qu'en 1955.
Le film refait brièvement son apparition dans le top 30 entre juin et juillet 1959. La première date de la semaine du 3 juin 1959 avec 25 466 entrées et un total de 2 586 597 entrées et la semaine du 1er juillet 1959, où il a été vu par 14 833 spectateurs et un total de 2 635 801 entrées. D'après le CNC, Razzia sur la chnouf totalise  2 906 322 entrées, dont 756 040 entrées au 31 mai 2015 grâce à sa sortie initiale et aux reprises en salles.

#### Exploitation aux États-Unis
Le film sort fin novembre 1957 aux États-Unis dans une salle à New York et rapporte 10 200 $ de recettes, ce qui le hisse à la 63e place du box-office américain. La semaine suivante, c'est pas moins de 8 500 $ d'engrangées toujours dans une salle. Razzia sur la chnouf enregistre 6 000 $ en troisième semaine, 5 600 $ en quatrième semaine et 4 000 $ en cinquième semaine. La semaine de Noël, le film remonte dans le top 50 avec 10 300 $ de recettes, en raison de sa distribution dans deux salles.
Au début de l'année 1958, c'est sur quatre écrans à travers les États-Unis qu'est diffusé Razzia sur la chnouf et totalise 30 500 $ de recettes. Le film continue son chemin au box-office américain (20 200 $ dans cinq salles en huitième semaine, 9 900 $ dans trois salles en neuvième semaine, 6 300 $ dans deux salles en dixième semaine, 1 500 $ dans une salle en onzième semaine, 1 200 $ en douzième semaine).
En février 1958, il engrange 25 000 $ dans une salle la treizième semaine d'exploitation sur le sol américain, qui marque sa dernière apparition dans le box-office américain.

## Autour du film
- Le tournage a eu lieu dans les studios Franstudio du 29 novembre 1954 au 31 janvier 1955.
- Razzia sur la chnouf contient quelques similitudes avec Touchez pas au grisbi, sorti en 1954, notamment dans son casting (Jean Gabin, Lino Ventura, Paul Frankeur et Michel Jourdan) ; les deux films sont aussi des adaptations de la collection littéraire Série noire.
- La chanson Razzia du groupe Indochine (dans l'album Le Péril jaune, 1983) évoque très partiellement l'histoire racontée dans le film.